# Исчезнувшие населённые пункты Тюменской области
Исчезнувшие населенные пункты Тюменской области — перечень прекративших существование населённых пунктов на территории Тюменской области.
В силу разных причин они были покинуты жителями, или включены в состав других населённых пунктов.

## Перечень
Список ранжирован согласно действующему АТД.

### Армизонский район
7 октября 2004 года упразднены деревни Барановка, Кизак и Первомайская.

### Аромашевский район
7 октября 2004 года упразднены деревни Богословка, Успенка, Половинка и Илиней.
9 ноября 2011 года упразднена деревня Вяткина.

### Бердюжский район
27 декабря 2013 года упразднены деревни Крутоберегое и Савина Окуневского сельского поселения.
7 июня 2008 года упразднена деревня Второпесьяное

### Вагайский район
7 октября 2004 года были упразднены деревни Башуева, Бесчастнова, Большие Русаки, Дуброва, Ерши, Зенкова, Климова, Косинцева, Кулики, Ослина, Овсянникова, Пузыри, Чечнева, Шокурова и поселок Первомайка.
8 декабря 2008 года деревня Малькова была присоединена к поселку Заречный.
2 декабря 2013 года были упразднены деревня Раши Зареченского сельского поселения, деревня Осиновская Супринского сельского поселения и деревня Петухова Шестовского сельского поселения.

### Викуловский район
5 июля 2023 года упразднена деревня Резанова Ермаковского сельского поселения.
7 мая 2015 года упразднена деревня Бурмистрова Балаганского сельского поселения.
7 октября 2004 года были упразднены деревни Бодагова, Волынкина и Калманка.
18 января 1995 года упразднены деревни: Бурмистрова, Ивановка и  Салтыково 

### Голышмановский район
7 октября 2004 года упразднена деревня Большаки.
23 декабря 2016 года были упразднены деревни Скакуново и Медвежка.

### Заводоуковский район
30 марта 2006 года деревня Старолыбаева была присоединена к селу Новолыбаево.
7 июня 2008 года был упразднен поселок Ольховка.

### Ишимский район
7 октября 2004 года был упразднен поселок Малый Остров.

### Нижнетавдинский район
7 октября 2004 года были упразднены деревни Круглая, Новая Казань и село Александровка.
7 октября 2009 года упразднена деревня Рысева.

### Омутинский район
- Деревня Норная (упразднена законом Тюменской области от 06.10.2014 № 71)[15]
- Деревня Романовка (законом Тюменской области от 06.10.2014 № 71 включена в состав деревни Томская)

### Сладковский район
7 октября 2004 года упразднена деревня Пешнево.
7 июня 2008 года упразднена деревня Шадринка.

### Сорокинский район
В 2015 году упразднена деревня Рюмиха Знаменщиковского сельского поселения в связи с прекращением существования.
7 октября 2004 года упразднена деревня Боевка.
9 ноября 2011 года упразднена деревня Петропавловка.

### Тобольский район
7 октября 2004 года были упразднены деревни Волкова, Калиновка, Комарова и Подбугорная.
8 июня 2011 года упразднена деревня Беломоина.

### Тюменский район
5 ноября 2004 года деревня Фуфаева была присоединена к селу Луговое.

### Уватский район
1 ноября 2013 года деревни Карбина и Усть-Демьянск упразднены «в связи с прекращением существования», деревня Трухина присоединена к селу Демьянское.
7 октября 2004 года были упразднены село Кеум и деревня Лумкой.

### Упоровский район
1967 год — деревня Дугина слилась с селом Коркино.
1973 год — упразднены деревни Истокская, Старая Переладова, решением Упоровского РИК от 28.11.1973 года упразднены деревни Верхотурова, Калинина.
1990 год — исчезла деревня Бугорки.
7 октября 2004 года упразднена деревня Поляковская (она же Полякова?).

### Юргинский район
В 1978 решением областного исполкома объединены село Юргинское и деревня Коровинка в одно село Юргинское.
7 октября 2004 года были упразднены деревни Заозеро и Хмелевка.
В 2016 году упразднена деревня Метлякова.

### Ярковский район
7 октября 2004 года упразднена деревня Бехтери.